# Ormia aldrichi
Ormia aldrichi är en tvåvingeart som beskrevs av Seguy 1925. Ormia aldrichi ingår i släktet Ormia och familjen parasitflugor.
Artens utbredningsområde är Franska Guyana. Inga underarter finns listade i Catalogue of Life.